# Tomoderus fasciatipennis
Tomoderus fasciatipennis là một loài bọ cánh cứng trong họ Anthicidae. Loài này được Pic miêu tả khoa học năm 1942.